# Meonstoke
Meonstoke is een plaats en civil parish in het bestuurlijke gebied City of Winchester, in het Engelse graafschap Hampshire met 645 inwoners.

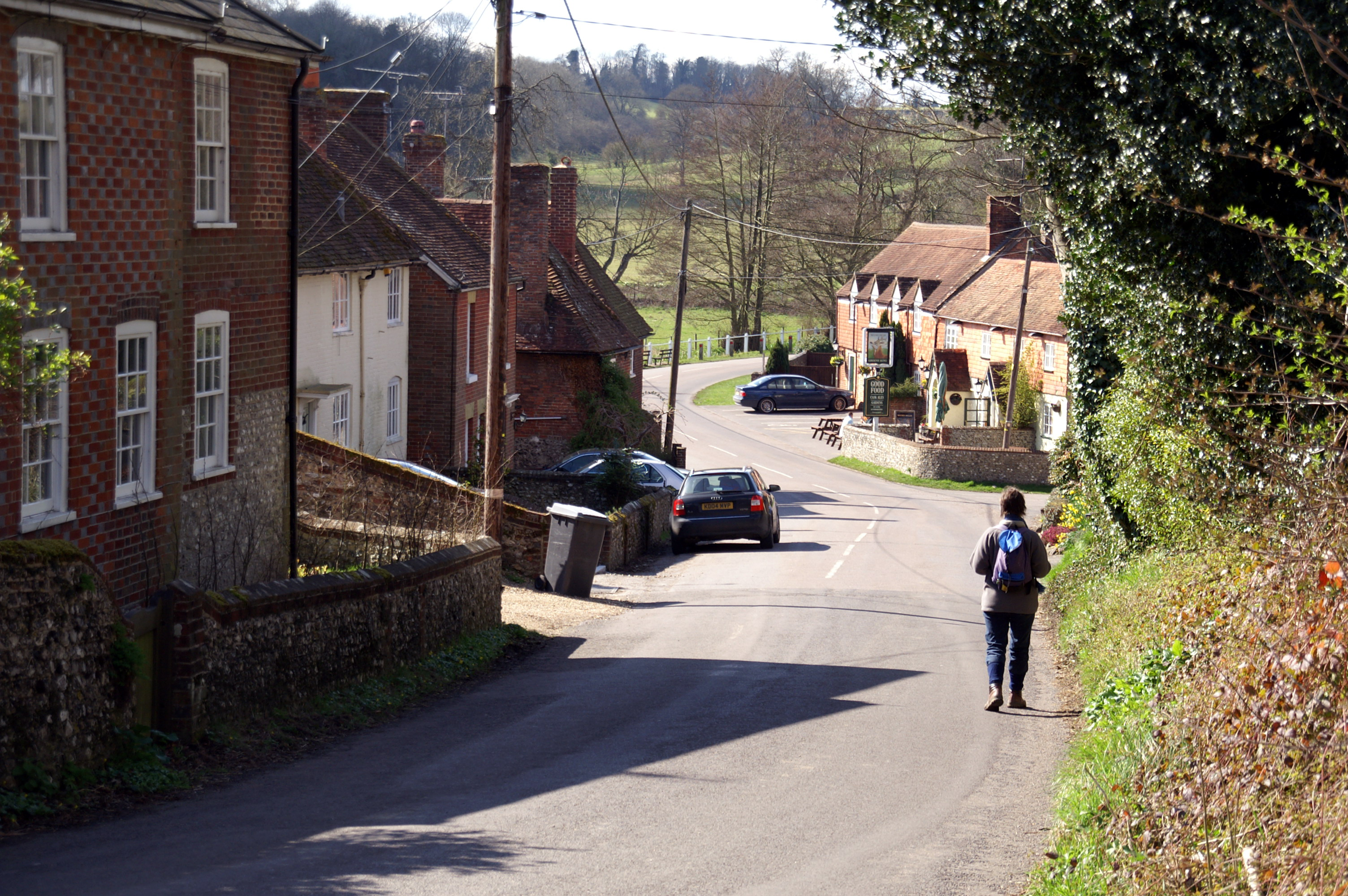
Meonstoke
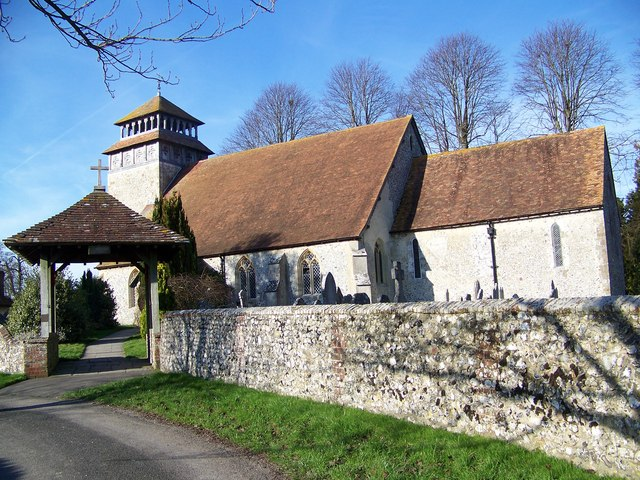
Kerk van St Andrew, Meonstoke